# 通俗日報
《通俗日報》是發行於中華民國陝西省寶雞縣的報紙，設4開4版。此報原爲鄭州（鄭縣）的《鄭州通俗日報》，因戰亂遷至寶雞並更至此名。因報導涉爭議，報社在1946年和1947年兩度遭人毀壞，後又復刊。